# キャノンボール・アダレイ
キャノンボール・アダレイ（Julian Edwin "Cannonball" Adderley、1928年9月15日 - 1975年8月8日）は、フロリダ州タンパ生まれのジャズ・アルト・サックス奏者。
マイルス・デイヴィスのグループで活躍し、ソウル・ジャズ、ファンキー・ジャズの立役者の一人としても知られる。リズム感とフィンガリングテクニックを駆使した奇抜なフレージングが持ち味である。あだ名の『キャノンボール』の由来は、キャンニバル（cannibal:大食漢）に由来する。言葉が慣用化してこのように変化したという。
弟にコルネット奏者のナット・アダレイがおり、共演もしている。

## 略歴

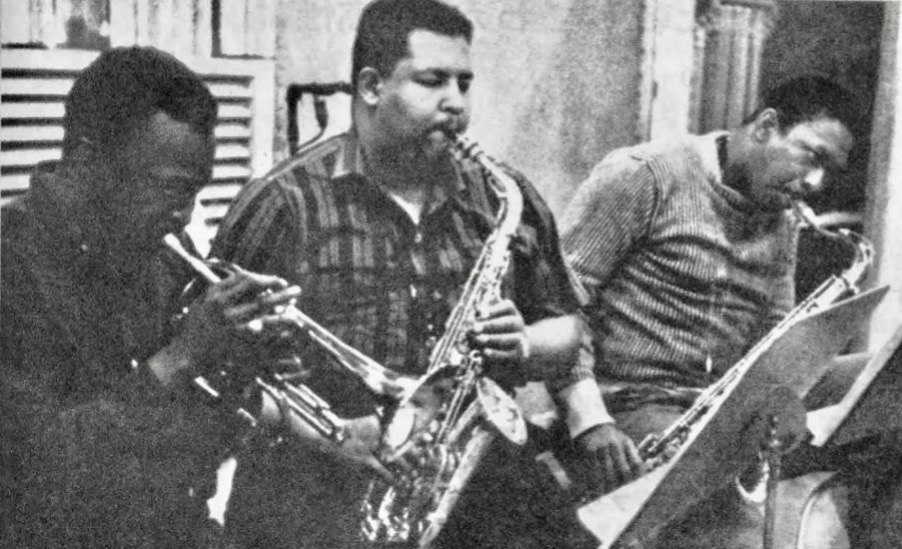
左からマイルス・デイヴィス、キャノンボール・アダレイ、ジョン・コルトレーン。アルバム『マイルストーンズ』（1958年）のレコーディング時の写真。

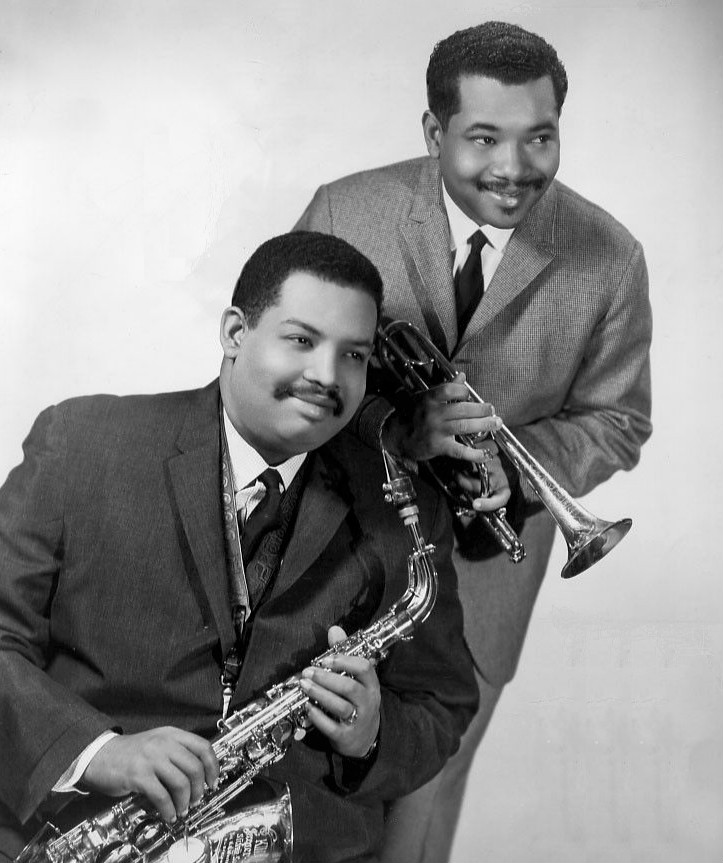
キャノンボール（左）と弟のナット・アダレイ。1966年。

フロリダ州タンパに生まれる。1948年にA&M大学を卒業するが、プロミュージシャンへの強い憧れはあったものの当時のジャズシーンの低迷ぶりを見てそれを諦め、音楽教師となった。1950年に入隊した陸軍でバンドに誘われ、注目を集める。兵役を終えた1953年、フロリダでの教職に戻った頃にはジャズシーンは盛り返してきており、1954年になって弟ナットにライオネル・ハンプトン・バンドでの活動で見たシーンの活況を知らされると、自身もクリスマスにニューヨークへ行き、ハンプトン・バンドで演奏をした。1955年、ハンプトンの元を離れたナットとバスター・クーパーに誘われニューヨークに移り、ジミー・クリーブランドを訪ねるために赴いたオスカー・ペティフォードのカフェ・ボヘミア公演における伝説的な飛び入り参加によって、ジャズ・ミュージシャンの間で注目されることになった。
同年サヴォイ・レコードと契約、さらに10月にはサラ・ヴォーンのアルバム『サラ・ヴォーン・イン・ザ・ランド・オブ・ハイ・ファイ』の録音でソロイストに抜擢された。1957年にマイルス・デイヴィス・セクステットに参加。アダレイはマイルスのアルバム『マイルストーンズ』（1958年、コロムビア・レコード）と『カインド・オブ・ブルー』（1959年、コロムビア）に参加。ソロ初期にマイルスの実質リーダー作として録音されたアルバム『サムシン・エルス』（1958年）は、ジャズの佳作である。収録曲ではシャンソンの曲「枯葉」（Autumn Leaves）がヒットし、ジャズ・スタンダード化する。
キャノンボール・アダレイ・クインテットは、アダレイのアルト・サックスに弟のナット・アダレイのコルネットがフィーチャーされている。最初のクインテット（エマーシー時代）は売り上げを出せなかった。しかしマイルス・グループを離れた後、弟とグループを組み直し（キャピトル - リバーサイド時代）、成功を収めるようになった。
クインテット（後にセクステットになる）や他のコンボにはピアニストにボビー・ティモンズやヴィクター・フェルドマン、ジョー・ザヴィヌル、ベーシストにサム・ジョーンズ、ドラマーにルイス・ヘイズ、サクソフォーン奏者にチャールズ・ロイドとユセフ・ラティーフがいた。彼のグループは、1960年代後半にかけてクロスオーヴァーな活躍をし成功を収めた。
1962年には、セルジオ・メンデスと共演しボサノヴァを取り入れたアルバム『キャノンボールズ・ボサ・ノヴァ』（リバーサイド/リイシュー:キャピトル）を録音。1963年7月には来日公演を行い、東京公演の模様はライブ盤『ニッポン・ソウル』（リバーサイド）に収められた。1966年にはソウル・ジャズの名盤として名高いアルバム『マーシー・マーシー・マーシー』（キャピトル）を録音。同作は第10回グラミー賞で最優秀インストゥルメンタル・ジャズ・パフォーマンス（小編成グループ）賞を受賞し、自身唯一のグラミー賞受賞を果たした。ジョー・ザヴィヌル作曲のタイトル曲はシングルカットされ全米11位を記録。同曲は、バッキンガムズほか多くのアーティストによりカバーされている。
マイルスの実験作『ビッチェズ・ブリュー』（1970年、コロムビア）から派生したエレクトリック・ジャズ、アヴァンギャルド・ジャズの流行に倣いアダレイもプレイするようになる。この頃のアダレイは、ソプラノ・サックスをダブリングさせた『ザ・プライス・ユー・トゥ・ペイ・トゥ・ビー・フリー』（1970年、キャピトル）のようなアルバムも発表しており、ジョン・コルトレーンやウェイン・ショーターの流行からも影響が見られる。
大食癖に起因する糖尿病と、偏頭痛に若い頃から悩まされていたが、1975年に脳内出血が原因となり脳卒中で亡くなる。フロリダ州テネシーにあるサウスサイド共同墓地に埋葬されている。彼のバンドのメンバーだったジョー・ザヴィヌルが結成したウェザー・リポートのアルバム『ブラック・マーケット』（1976年、コロムビア）に、アダレイに捧げた曲「Cannon Ball」がある。
デイヴィッド・サンボーンは、｢チャーリー・パーカーは別格として、キャノンボールがアルト奏者の最高峰である｣と語っている。

## ディスコグラフィ

### リーダー・アルバム
- 『プレゼンティング・キャノンボール』 - Presenting Cannonball Adderley (1955年、Savoy)
- 『ジュリアン”キャノンボール”アダレイ』 - Julian "Cannonball" Adderley (1955年、EmArcy)
- 『ウィズ・ストリングス』 - Julian Cannonball Adderley and Strings (1955年、EmArcy)
- In the Land of Hi-Fi with Julian Cannonball Adderley (1956年、EmArcy)
- 『ソフィスティケイテッド・スウィング』 - Sophisticated Swing (1957年、EmArcy)
- 『シャープシューターズ』 - Cannonball's Sharpshooters (1958年、Mercury)
- 『サムシン・エルス』 - Somethin' Else (1958年、Blue Note) ※with マイルス・デイヴィス
- 『ポートレイト・オブ・キャノンボール』 - Portrait of Cannonball (1958年、Riverside)
- 『ジャンプ・フォー・ジョイ』 - Jump for Joy (1958年、EmArcy)
- 『シングス・アー・ゲッティング・ベター』 - Things Are Getting Better (1958年、Riverside) ※with ミルト・ジャクソン
- 『ブルー・スプリング』 - Blue Spring (1959年、Riverside) ※with ケニー・ドーハム
- 『キャノンボール・アダレイ・クインテット・イン・シカゴ』 - Cannonball Adderley Quintet in Chicago (1959年、Mercury) ※with ジョン・コルトレーン
- 『キャノンボール・テイクス・チャージ』 - Cannonball Takes Charge (1959年、Riverside)
- 『キャノンボール・アダレイ・イン・サンフランシスコ』 - The Cannonball Adderley Quintet in San Francisco (1959年、Riverside)
- 『ゼム・ダーティ・ブルース』 - Them Dirty Blues (1960年、Riverside)
- 『キャノンボール・アダレイ・アンド・ザ・ポール・ウィナーズ』 - Cannonball Adderley and the Poll-Winners (1960年、Riverside) ※with ウェス・モンゴメリー
- 『アット・ザ・ライトハウス』 - The Cannonball Adderley Quintet at the Lighthouse (1960年、Riverside)
- 『キャノンボール・アンルート』 - Cannonball Enroute (1961年、Mercury) ※1957年録音
- 『ノウ・ホワット・アイ・ミーン?』 - Know What I Mean? (1961年、Riverside) ※with ビル・エヴァンス
- 『アフリカン・ワルツ』 - African Waltz (1961年、Riverside) ※with オーケストラ（アーニー・ウィルキンス指揮）
- 『キャノンボール・アダレイ・クインテット・プラス』 - Plus (1961年、Riverside)
- 『ナンシー・ウィルソン&キャノンボール・アダレイ』 - Nancy Wilson/Cannonball Adderley (1961年、Capitol) ※with ナンシー・ウィルソン
- 『キャノンボール・アダレイ・セクステット・イン・ニューヨーク』 - The Cannonball Adderley Sextet in New York (1962年、Riverside)
- 『キャノンボール・イン・ヨーロッパ』 - Cannonball in Europe! (1962年、Riverside)
- 『ジャズ・ワークショップ・リヴィジテッド』 - Jazz Workshop Revisited (1962年、Riverside)
- 『キャノンボールズ・ボサ・ノヴァ』 - Cannonball's Bossa Nova (1963年、Riverside)
- 『ニッポン・ソウル』 - Nippon Soul (1963年、Riverside)
- Live Session! (1964年、Capitol) ※with アーニー・アンドリュース
- 『フィドラー・オン・ザ・ルーフ (屋根の上のヴァイオリン弾き)』 - Cannonball Adderley's Fiddler on the Roof (1964年、Capitol)
- 『キャノンボール・アダレイ・ライヴ!』 - Cannonball Adderley Live! (1965年、Capitol)
- Domination (1965年、Capitol) ※with オーケストラ（オリヴァー・ネルソン指揮）
- 『枯葉 (グレイト・ラヴ・テーマ)』 - Great Love Themes (1966年、Capitol) ※with ストリングス（レイ・エリス指揮）
- 『キャノンボール・イン・ジャパン』 - Cannonball in Japan (1966年、Capitol)
- 『マーシー・マーシー・マーシー』 - Mercy, Mercy, Mercy! Live at "The Club" (1966年、Capitol)
- 『74マイルズ・アウェイ』 - 74 Miles Away (1967年、Capitol)
- 『ホワイ・アム・アイ・トリーテッド・ソー・バッド!』 - Why Am I Treated So Bad! (1967年、Capitol)
- 『イン・パーソン』 - In Person (1968年、Capitol) ※with ルー・ロウルズ、ナンシー・ウィルソン
- 『アクセント・オン・アフリカ』 - Accent on Africa (1968年、Capitol)
- 『カントリー・プリーチャー』 - Country Preacher (1969年、Capitol)
- The Cannonball Adderley Quintet & Orchestra (1970年、Capitol)
- 『ザ・プライス・ユー・トゥ・ペイ・トゥ・ビー・フリー』 - The Price You Got to Pay to Be Free (1970年、Capitol)
- 『ハッピー・ピープル』 - The Happy People (1970年、Capitol)
- 『ザ・ブラック・メサイア』 - The Black Messiah (1970年、Capitol)
- 『インサイド・ストレート』 - Inside Straight (1973年、Milestone)
- Pyramid (1974年、Milestone)
- 『ラヴ・セックス・アンド・ザ・ゾディアック』 - Love, Sex, and the Zodiac (1974年、Capitol) ※1970年録音
- 『枯葉/キャノンボール・アダレイ・ライブ・イン・東京』 - Autumn Leaves (1975年、Riverside) ※1963年録音、日本盤
- Phenix (1975年、Milestone)
- 『ラヴァーズ』 - Lovers (1975年、Milestone)
- 『ビッグ・マン』 - Big Man: The Legend of John Henry (1975年、Milestone)
- 『ミュージック・ユー・オール』 - Music You All (1976年、Capitol) ※1972年録音
- 『ジス・ヒア』 - The Sextet (1982年、Milestone) ※1962年-1963年録音
- Radio Nights (1991年、Night) ※1967年録音
- Money in the Pocket (2005年、Capitol) ※1966年録音
- Volume 1: Montreal 1975 (2010年、Dobre Records DR1008) ※1975年録音
- Legends Live - Cannonball Adderley Quintet (2012年、Jazzhaus) ※1969年録音

### マイルス・デイヴィス・グループ
- 『マイルストーンズ』 - Milestones (1958年)
- 『1958マイルス』 - 1958Miles (1958年)
- 『ポーギー&ベス』 - Porgy And Bess (1958年)
- 『マイルス・デイヴィス・アット・ニューポート』 - Miles Davis at Newport (1958年)
- 『ジャズ・アット・ザ・プラザ』 - Jazz at the Plaza Vol.1 (1958年)
- 『カインド・オブ・ブルー』 - Kind of Blue (1959年)